# Доллар Соломоновых Островов
До́ллар Соломо́новых Острово́в (англ. Solomon Islands dollar) — национальная валюта Соломоновых Островов, равная 100 центам.

## История
В годы британского протектората официальной денежной единицей архипелага являлся фунт Соломоновых Островов, затем австралийский фунт и, наконец, австралийский доллар.
Доллар Соломоновых Островов начал вводиться в обращение с 24 октября 1977 года, заменив собой австралийский доллар. Своё название валюта получила в честь австралийской валюты. С момента обретения независимости в 1978 году новая валюта стала официальной денежной единицей молодого государства. В течение двух лет доллар Соломоновых Островов был привязан к австралийскому доллару.
В 1983 году правительству Соломоновы Островов удалось укрепить доллар, приравняв его к австралийскому доллару. В декабре 1997 года правительство провело девальвацию к американскому доллару на 20 %.

## Монеты
В 2006 году Центральный банк Соломоновых Островов прекратил чеканку монет номиналами 1 и 2 цента, поскольку производственные затраты при существующей цене на металл значительно превышали их достоинство. Последняя серия монет с датой 2012 года состоит из номиналов в 10, 20, 50 центов, а также 1 и 2 доллара.

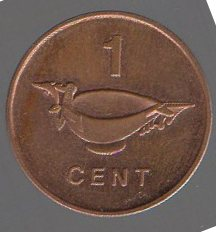
1 цент, реверс
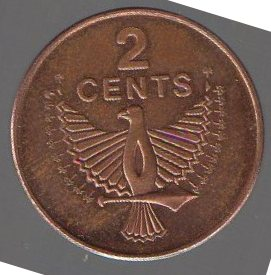
2 цента, реверс

## Банкноты
Банкноты были введены в обращение в 1977 году номиналами 2, 5 и 10 долларов. В 1981 в обращение вышла купюра достоинством 20 долларов, а в 1986 — 50 долларов. Часть купюр отпечатана на полимерной основе. Банкноты, выпускавшиеся до 1986 года, украшены портретом английской королевы Елизаветы II. После 1986 года в обращение выходят купюры с государственным гербом Соломоновых Островов. В 2006 году Центральный банк Соломоновых Островов выпустил купюру номиналом 100 долларов. Решение о введении в обращение новой купюры было принято в связи с повышенным использованием 50-долларовых купюр, запас которых в центральном хранилище Банка стал уменьшаться.